# Thierry Buffeteau
Thierry Buffeteau est un chimiste français. Chercheur en physico-chimie moléculaire, il est rattaché à l'Institut des sciences moléculaires de l'université Bordeaux 1.

## Récompenses et distinctions
- Médaille d'argent du CNRS (2011)[2]
- Médaille de bronze du CNRS (1993)[3]